# Pineda de la Sierra
Pineda de la Sierra est une commune d'Espagne dans la communauté autonome de Castille-et-León, province de Burgos. Elle s'étend sur 68,767 km2 et comptait environ 94 habitants en 2024.

## Localisation et climat
Pineda de la Sierra est située sur le cours supérieur de la rivière Arlanzón , au cœur de la Sierra de la Demanda, à une altitude d'environ 1 195 m . La ville la plus proche est Salas de los Infantes, située à environ 35 km (en voiture) au sud ; La capitale provinciale, Burgos, se trouve à environ 50 km au nord-ouest. Le climat est tempéré à chaud ; Les pluies (environ 655 mm/an) tombent principalement pendant l'hiver.

## Développement démographique
| Année      | 1857 | 1900 | 1950 | 2000 | 2018 | 2024 |
| Population | 452  | 598  | 310  | 126  | 103  | 94   |

Le déclin constant de la population depuis les années 1950 est principalement dû à la mécanisation de l’agriculture , à l’abandon des petites exploitations et au manque d’emplois qui en résulte dans les zones rurales, en particulier dans les régions montagneuses.

## Histoire
La première mention documentée du lieu remonte à l'année 932 ; C'est l'époque du repeuplement ( repoblación ) des zones du nord de la péninsule ibérique qui furent en grande partie désertées après la conquête (conquista) par les Maures . Grâce aux mines de minerai et de charbon, la ville a connu une brève période de prospérité au XIXe et au début du XXe siècle.

## Économie
Comme les habitants de la plupart des villages de montagne du nord de l'Espagne, les Pinediños ont vécu pendant des siècles en peuple autarcique, élevant du bétail ( moutons et chèvres ) et un peu d'agriculture ( orge et blé ). Le lait des animaux était utilisé pour fabriquer un fromage de longue conservation qui pouvait être vendu sur les marchés de villes lointaines. Il en va de même pour la laine de mouton , qui était également nécessaire à la fabrication des vêtements ; Les ponchos, etc. étaient tissés à partir de poils de chèvre. Dans la seconde moitié du XIXe  et la première moitié du  XXe siècle, de nombreux immigrants tentent leur chance comme mineurs dans les mines environnantes (fer, cuivre, plomb et charbon) qui ont été progressivement fermés. Parallèlement, le tourisme de jour et de week-end ainsi que la location de maisons de vacances (casas rurales) jouent un rôle important dans la vie économique de la ville.